# NetApp
NetApp, inc. (NASDAQ: NTAP), precedentemente Network Appliance, Inc. è una società che ha il suo quartier generale a Sunnyvale (California). È un membro della NASDAQ-100 ed è stata inserita dalla rivista Fortune al quinto posto tra i migliori luoghi in cui lavorare.

## Storia
La NetApp fu fondata nel 1992 da David Hitz, James Lau e Michael Malcolm. All'epoca l'azienda concorrente più in vista era la Auspex. Nel 1994 la NetApp ricevette dei fondi dalla Sequoia Capital. Nel 1995 effettuò l'offerta pubblica iniziale; tra la metà degli anni 1990 e il 2001, la NetApp esperì un consistente aumento di ricavi, tanto da raggiungere la cifra annuale di un miliardo di dollari; esauritosi il periodo di boom, la società scese fino a 800 milioni nel 2002; in seguito, i ricavi hanno ripreso un costante incremento.
Il 19 agosto 2009 Dan Warmenhoven lasciò il posto di amministratore delegato a Tom Georgens. Dal giugno 2015 il CEO è George Kurian.

## Collaborazioni
La NetApp ha iniziato dei rapporti di collaborazione con svariate società, tra cui BMC Software, Brocade, Cisco, Citrix, Microsoft, Oracle Corporation, SAP AG, Symantec, Apple e VMware.

## Acquisizioni principali
- 1997 - Internet Middleware (IMC)
- 2004 - Spinnaker Networks
- 2005 - Alacritus
- 2005 - Decru
- 2006 - Topio[6]
- 2008 - Onaro
- 2010 - Bycast[7]
- 2011 - Akorri
- 2011 - ESG(LSI)

## Cessioni principali
- 2006 - Prodotti NetCache ceduti alla Blue Coat Systems.

## Controversie

### Sun Microsystems
Nel settembre 2007 NetApp iniziò una procedura legale contro la Sun Microsystems, sostenendo che lo ZFS File System sviluppato dalla Sun violasse i propri brevetti. Un mese dopo la Sun annunciò l'intenzione di far causa a sua volta alla NetApp, contestandogli un uso illecito di tecnologie brevettate dalla Sun stessa. Buona parte delle richieste della NetApp non furono accolte in seguito al riesame effettuato dallo United States Patent and Trademark Office.
Il 9 settembre 2010 la NetApp ha annunciato un accordo con la Oracle Corporation (nuova proprietaria della Sun Microsystems) per lasciar cadere le accuse.

## Ambiente di lavoro
La NetApp è da tempo inserita in molte liste che elencano le migliori aziende in cui lavorare. Si classificò al primo posto nella classifica stilata a tal riguardo da Fortune nel 2009. Tale risultato giunse dopo sei anni consecutivi in cui la NetApp si posizionava tra le migliori cinquanta in tale graduatoria; la società fu anche messa al primo posto nella ricerca condotta da Research Triangle Park nel 2006. Oltre a questi due primati, la NetApp è stata inclusa anche in altre classifiche: tra di esse, "Top 100 Places to Work in IT 2005", "Best Places to Work 2006" nella Greater Bay Area  (graduatoria compilata dal San Francisco Business Times e dal Silicon Valley/San Jose Business Journal), e l'ottavo posto nella lista dei migliori posti in cui lavorare in Germania pubblicata da Capital Magazine. La NetApp Canada si posizionò al secondo posto secondo il Great Place to Work Institute nella lista delle 75 migliori aziende in cui lavorare stilata nel 2010.